# Il Quotidiano
Il Quotidiano è una trasmissione d'informazione regionale della Radiotelevisione svizzera di lingua italiana a cadenza quotidiana ideata da Michele Fazioli, prodotta ininterrottamente dal 1985. Si può dire che sia l'erede del programma Il Regionale, il vecchio TG regionale della Svizzera Italiana.

## Storia del Quotidiano
Fin dalla fondazione della RSI, nel 1958, e fino al 1983 il programma di informazione regionale era sempre stato Il Regionale, che veniva trasmesso ogni 2-3 giorni. Dal 1984 si è deciso di cambiare, così Il Regionale non è più andato in onda e al suo posto è stato creato un nuovo programma d'informazione con cadenza quotidiana, Il Quotidiano, che è stato regolarmente trasmesso a partire dal 1985. Il produttore del programma è Massimiliano Herber, succeduto a fine 2010 a Eugenio Jelmini. Dall'inizio del 2012 il Quotidiano si è arricchito di una parte di approfondimento e la durata è salita a una quarantina di minuti nei giorni feriali.

## Redattori del Quotidiano

### Presentatori
- Valeria Bruni
- Patrizia Peter
- Laura Pozzi
- Paolo Bobbià
- Giovanni Marci
- Christian Romelli

### Alcuni degli inviati
- Giorgio Fieschi
- Massimiliano Herber
- Francesco Lepori
- Oscar Acciari
- Simone Previatello
- Riccardo Tettamanti
- Francesca Motta
- Italo Carrasco
- Raffaella Machiné
- Paolo Ascierto
- Barbara Wezel
- Netoska Rizzi
- Michele Realini
- Matteo Bernasconi
- Alain Melchionda

## Programmazione
- Il Quotidiano va in onda ogni giorno alle 19:00 (nella stagione estiva alle 19:30). Dal 7 settembre 2013 il sabato il Quotidiano propone Turné un rotocalco pop di arte, cultura e tempo libero presentato da Damiano Realini e Debora Caccaviello.[3].

## Sigla d'apertura
L'attuale sigla d'apertura, adottata il 4 ottobre 2008, inizia con una linea bianca che si muove mentre sullo sfondo blu scorrono varie immagini. Nell'immagine finale appare la scritta: Il Quotidiano.

## Altri programmi d'informazione RSI
- Telegiornale
- Falò
- Patti chiari
- Contesto